# Henry Turner (baloncestista)
Henry Frank Turner (Oakland, California; 18 de agosto de 1966) es un exjugador de baloncesto estadounidense. Con 2,01 metros de altura, jugaba en la posición de alero.

## Trayectoria
Excepto dos incursiones en la NBA, con Sacramento Kings, y un año jugando en la CBA, al año siguiente de salir de la Universidad, toda su carrera transcurrió en Europa, jugando en las ligas más importantes del Viejo Continente.
Era conocido por ser un anotador implacable, como así lo demostró en el único año que jugó en ACB, anotando en dos ocasiones más de 50 puntos y teniendo el récord anotador en un partido de un jugador extranjero en la Liga ACB, junto con Walter Berry, con 52 puntos, récord aún día vigente.
Tras su paso en Turquía, consigue la nacionalidad, siendo conocido como Hakki Uzun.
Sus últimas temporadas como profesional los pasaría en Italia, donde se retira con 36 años.